# Belonogaster brunnea
Belonogaster brunnea är en getingart som beskrevs av Rits. 1874. Belonogaster brunnea ingår i släktet Belonogaster och familjen getingar. Utöver nominatformen finns också underarten B. b. nigriclava.